# School of Rock (album)
School of Rock is het soundtrackalbum van de gelijknamige film, met Jack Black. De première was op 30 september 2003. Dit album werd genomineerd voor een Grammy Award in 2004.

## Nummers
1. "School of Rock" - School of Rock (4:14)
2. "Your Head and Your Mind and Your Brain" - Jack Black (0:36) *
3. "Substitute" - The Who (3:47)
4. "Fight" - No Vacancy (2:35)
5. "Touch Me" - The Doors (3:10)
6. "I Pledge Allegiance to the Band..." - Jack Black (0:49) *
7. "Sunshine of Your Love" - Cream (4:10)
8. "Immigrant Song" - Led Zeppelin (2:23)
9. "Set You Free" - The Black Keys (2:44)
10. "Edge of Seventeen" - Stevie Nicks (5:26)
11. "Heal Me, I'm Heartsick" - No Vacancy (4:46)
12. "Growing On Me" - The Darkness (3:29)
13. "Ballrooms of Mars" - T. Rex (4:08)
14. "Those Who Can't Do..." - Jack Black (0:41) *
15. "My Brain Is Hanging Upside Down" - Ramones (3:53)
16. "T.V. Eye" - Wylde Rattz, covering Iggy and the Stooges (5:22)
17. "It's a Long Way to the Top (If You Wanna Rock 'n' Roll)" - School of Rock, cover van AC/DC (5:51)